# Сихра, Антонин
Антони́н Си́хра (чеш. Antonín Sychra; 9 июня 1918, Босковице, тогда Чехословакия — 21 октября 1969, Прага) — чешский музыковед, эстетик, педагог.

## Биография
Музыковедение изучал у Владимира Гельферта и Яна Рацека. С 1961 — член правления Международного общества музыковедения. Выступал как музыкальный критик в журналах «Rytmus», «Hudební rozhledy» и других. С 1946 преподавал в Карловом университете, с 1952 — профессор Академии изящных искусств, с 1959 — заведующий кафедрой эстетики. Среди учеников — Сватоплук Гавелка.

## Сочинения
- Сихра, Антонин (совместно с К. Седлачеком), Музыковедение и новые методы научного анализа, в книге: Интонация и музыкальный образ, перевод с чешского, М., 1965
- Antonín Sychra, Hudba a slovo v lidové písni, Praha, 1948
- Antonín Sychra, O hudbu zítřka, Praha, 1952
- Antonín Sychra, Realismus v hudbě, Praha, 1954
- Antonín Sychra, Estetika Zdeněka Nejedlého, Praha, 1956
- Antonín Sychra, Estetika Dvořákovy symfoniké tvorby, Praha, 1959

## Награды
- 1953 — Государственная премия ЧССР